# Petrelë
Petrela, resp. Petrelë je název pro hrad (a také přilehlou obec), které se nachází nedaleko hlavního města Albánie, Tirany. V roce 2015 byly správní reformou zahrnuto pod metropoli Tiranu.
Ve starověku bylo známé jako Petralba. Říká se mu tak proto, že město a jeho hrad jsou postaveny na obrovské skále na vrcholu malé hory. V polovině kopce, na němž Petrela leží, se nacházejí zbytky obranných hradeb. Na nejzachovalejší straně hradeb ze západu, se zvedá budova do výšky 5 m a do délky 20 m. Hradby tvoří dvojitý prstenec, jehož vnější část je postavena ze čtvercových kvádrů. V okolí byly objeveny zlomky helénistické keramiky.
Věž uprostřed pevnosti byla postavena v 5. století n. l., ačkoli většina zbývající části objektu je byzantská a pochází z období mezi 11. a 14. stoletím. Hrad sloužil především k hlídání osmanských vojsk táhnoucích do albánského vnitrozemí. V osmanské době byl hrad sídlem Skanderbegovy sestry.
Z hradu je výhled na údolí Erzen, kopce, olivové háje a okolní hory.